# Kallimasiá
Kallimasiá (Kalimasia) är en ort i Grekland.   Den ligger i prefekturen Chios och regionen Nordegeiska öarna, i den östra delen av landet, 210 km öster om huvudstaden Aten. Kallimasiá ligger 157 meter över havet och antalet invånare är 958. Den ligger på ön Chios.
Terrängen runt Kallimasiá är kuperad åt nordväst, men österut är den platt. Havet är nära Kallimasiá åt sydost.  Närmaste större samhälle är Chios, 8,7 km norr om Kallimasiá. 